# Nicke (barnbokskaraktär)
Nicke (engelska originalet: Noddy) är en karaktär i en brittisk barnbokserie skapad av Enid Blyton som gavs ut mellan 1949 och 1963. TV-serier baserade på karaktären har sänts på brittisk TV sedan 1955 och har fortsatt att visas. Serien finns även utgiven på DVD.
Nicke skapades i historien i trä av en äldre träsnidare, men hamnade snart i Toyland. Där kom han sedan i ständiga svårigheter.  Pojken Nicke får ett eget hus och en stilig röd och gul bil. Han har alltid problem med PC Plod, medan Big-Ears ofta finns till hands med sitt stöd. Tessie Bear var vän med Nicke och sedan blev Bumpy Dog en följeslagare.
Framgångarna för Nickeböckerna grundades delvis av illustrationerna av Harmsen Van der Beek, och de illustratörer som ersatte honom efter hans död 1953. Nicke av idag är förändrad i olika tv-serier och nya Noddy-berättelser men de har mycket lite med Enid Blytons originalverk att göra. Det kom ut 24 originalböcker skrivna av Blyton om Noddy på engelska men bara vissa översattes till svenska.

## Böcker
Utgivna på svenska
- 1954 - Nicke far till Leksakslandet
- 1954 - Hurra för lille Nicke
- 1956 - Nicke och hans bil
- 1957 - Nicke är här igen
- 1957 - Bravo Nicke!
- 1957 - Nicke i skolan
- 1958 - Nicke på badort
- 1958 - Nicke i knipa
- 1960 - Nicke och det förtrollade suddgummit
- 1960 - Lustiga lilla Nicke
- 1961 - Nicke och jultomten
- 1961-1963 - Stora Nickeboken (2 volymer)
- 1965 - Nickes bil
- 1967 - Duktiga Nicke